# A Kiss Before Dying (1956)
A Kiss Before Dying is een Amerikaanse film noir-thriller uit 1956 gebaseerd op het boek "Een kus voor je sterft" van Ira Levin.

## Verhaal
Student Bud Corliss en Dorothy Kingship hebben een geheime relatie waarvan zo goed als niemand op de hoogte is. Zij is dochter van een rijke mijnexploitant en Bud is eigenlijk op het geld uit. Dorothy wordt zwanger van hem, maar als haar vader Leo dit zou vernemen, onterft hij haar. Zij vindt dat laatste niet erg en stelt een geheim huwelijk voor. Bud beraamt een moordplan. De eerste poging om haar te vergiftigen met arseen mislukt, maar de tweede poging lukt door haar van een dak van een gebouw te duwen. Hij laat bij haar een valse afscheidsbrief achter zodat het zelfmoord lijkt.
Bud heeft zijn zinnen nog steeds op het fortuin van de familie Kingship gezet en start een relatie met Dorothy's zus Ellen. Ellen heeft altijd getwijfeld over de zelfmoord en is nog steeds op zoek naar de moordenaar. Via Gordon Grant, een leraar van Dorothy, verneemt ze dat haar zus iets heeft gehad met Dwight Powell en contacteert hem. Wanneer Bud dat verneemt, schiet hij Powell dood.
De dood van Powell wordt ook beschouwd als zelfmoord en is voor Ellen het bewijs dat hij de dader was. Bud en Ellen verloven zich en geven een feest waar Grant verschijnt. Hij vertelt Ellen dat Powell op het tijdstip dat Dorothy viel in een collegezaal zat. Hij herkent Bud als student aan de universiteit die veel omgang had met Dorothy en misschien haar moordenaar is. Dit idee wordt door Ellen eerst verworpen totdat een oom van Grant, die politiehoofd is, bevestigt dat Bud en Dorothy elkaar kenden.
Ellen confronteert Bud hiermee. Volgens hem is het toeval dat hij en Dorothy op dezelfde plaatsen zijn gezien. Het valt Ellen op dat Bud zaken over de mijn en haar familie weet die voor hem eigenlijk ongeweten moeten zijn. Uiteindelijk geeft hij toe dat hij iets had met Dorothy, maar dat haar zelfmoord te maken had met emoties en de geheimhouding van hun relatie. Ellen doorziet de leugen en er start een gevecht in de mijn. Bud wil Ellen in een schacht werpen, maar hij wordt geraakt door een truck van de mijn waardoor hijzelf in de dieperik valt.

## Verschillen met boek
Ten opzichte van het boek zijn er enkele verschillen waaronder:
- in de film weet de kijker quasi al vanaf het begin dat Bud de moordenaar is. In het boek is dit veel later.
- in de film valt Bud op het einde in een mijnschacht, in het boek in een vat kokend koper.
- in de film vermoordt Bud ook Ellen om nadien te trouwen met de derde dochter Marion

## Rolverdeling
| Acteur          | Personage        |
| --------------- | ---------------- |
| Robert Wagner   | Bud Corliss      |
| Jeffrey Hunter  | Gordon Grant     |
| Virginia Leith  | Ellen Kingship   |
| Joanne Woodward | Dorothy Kingship |
| Mary Astor      | Mrs. Corliss     |
| George Macready | Leo Kingship     |
| Robert Quarry   | Dwight Powell    |
| Howard Petrie   | Howard Chesser   |
| Molly McCart    | Annabelle Koch   |